# Битва на Куруковому озері
Би́тва на Куруковому озері — бій між селянсько-козацьким і річпосполитським військом біля Курукового озера (нинішня Полтавська область).
Уряд Речі Посполитої у вересні 1625 року послав на Південну Київщину військо на чолі з гетьманом Станіславом Конецпольським.
Городові козаки на чолі з Оліфером Голубом планували об'єднатись із запорожцями під Переяславом та, утримуючи переправи через Дніпро, зробити Лівобережну Україну основною базою руху. Зустрівшись 10 жовтня 1625 року з коронним військом, змушені були відступати з боями від Канева в напрямку Черкаси — Крилів. Після коротких перемовин з поляками під Криловим городові козаки перейшли Дніпро, стали в Пивах, реалізувавши (у гіршій версії) свій план щодо збору козацтва на Лівобережжі. Спробу Станіслава Конецпольського зібрати в Києві плавзасоби для продовження погоні, заблокував прибулий сюди загін з 400 козаків.
Дії городових козаків виявились неузгодженими із запорожцями, яких Марко Жмайло вів правою стороною Дніпра. Щоб об'єднатись, козакам Оліфера Голуба довелося знову переправлятись через річку та нашвидкуруч закладати табір у гирлі Цибульнику в семи милях від табору коронних військ. Причому відносно невелика кількість запорожців (частина яких перебувала у морських походах) розчарувала городових. За повідомленням старця Спиридона з гетьманом прибуло «тисячі дві» запорожців. Аби поповнити свої ряди, козацька армія змушена була відіслати 3-тисячний загін у тил коронної армії: «в Канів, в Черкаси, в Мошни, во Ржищев».
Кількість війська, яке спромоглися виставити запорожці, традиційно лічать на 20-30 тисяч вояків. У світлі даних наведених Б.Флорею про незначну кількість запорожців, прибулих у табір на Цибульнику, загальна чисельність козацького війська може дуже суттєво не дотягувати до цифри 20 тис. вояків. Кількість урядових військ, згідно з традиційними в історіографії підрахунками, нараховувала 30 тисяч жовнірів, які до того ж були значно краще споряджені. Серед річпосполитських воєначальників-комісарів перебували:
- воєводи: київський — Томаш Замойський, руський — Ян Данилович
- каштеляни: київський — Гаврило Гойський з братом і сином, белзький — Мацей Лєсньовський, галицький — Марцін Казановський,
- підкоморії: подільський — Станіслав «Ревера» Потоцький, київський — Стефан Немирич,
- старости: красноставський Якуб Собеський (він же крайчий коронний), теребовлянський Олександр Балабан, брацлавський Адам Калиновський,
- представники родів: Вишневецьких, Заславських, Корецьких, Єльців, Стрибилів та інші.

Героями кампанії стали передусім солдати загонів німецької піхоти, на долю яких випало ламати опір піших козаків у їх укріплених таборах (одна з родзинок козацького військового мистецтва). Попри значні втрати, німці довели перевагу професіоналів над ополченцями.
Стратегічна ініціатива з самого початку кампанії належала коронному війську і його керівництво навіть сумнівалося, чи козаки за таких несприятливих умов приймуть бій.
Наявні суперечки між старшинами не призвели до розколу в їх рядах. Обравши собі гетьмана Марка Жмайла, козацьке військо зустріло урядову армію 25 жовтня 1625 року поблизу містечка Крилів (на Цибульнику в урочищі Табурище на залишках старого городища). Кожна із сторін ознайомила суперника з власними вимогами.
Козаки, попри помітну перевагу урядового війська, трималися гідно і не хотіли суттєво поступитися жодним з пунктів власної програми. Вони, зокрема, вимагали закріплення їхніх прав на широке самоврядування та на особливий статус в українському суспільстві, який наближався до шляхетського, а також наполягали на праві козаків опікуватися справами православної церкви, захищати останню від католицьких зазіхань.
Представники Речі Посполитої хотіли повернути козацтво до стану перед Хотинською війною, ігноруючи всі його військові заслуги. Наполягали, аби число козаків було зменшене до 4 тисяч, їх гетьман призначався урядом, були припинені всі самостійні зовнішні акції, зокрема, морські походи, щоб втікачі на Запоріжжя видавалися уряду та щоб було покінчено з практикою прийняття запорожцями чужих послів.
Не досягши успіху на переговорах, урядові війська взялися за зброю і 29 жовтня здійснили напад з трьох боків на козацький табір. Козацька піхота шикувалась у 2 шеренги, хоч у тогочасній Європі стрій складався з 6 рядів. Урядова кавалерія спромоглася загнати в табір козацьку піхоту, після чого на його штурм пішла німецька піхота. Її відбили, відтак коронні війська, маючи перевагу в артилерії, вдалися до планомірного обстрілу позицій козаків. Останні відповіли вилазками проти річпосполитських батарей, які, щоправда, були вчасно помічені ворогом і відбиті, адже коронне військо і в маневреній кінноті мало явну перевагу над переважно пішими козаками. Наступний день минув у індивідуальних герцях та роздумах над подальшими діями. Конецпольський наказав готуватись до приступу, ладити коші, гуляй-городи тощо.
Визнавши свою позицію несприятливою, козацькі воєначальники вирішили вночі відвести військо за 2 милі й укріпитися в урочищі Медвежі Лози. Коронярі вчасно помітили відхід козаків і послали погоню.
Утім, козаки чекали на неї та виставили три потужних заслони в 1,5-3 тис. вояків, які змогли стримати противника, до того, як основні сили будували укріплений табір (останній з цих загонів засів у «таборці» з півкола возів на лівому березі Курукового озера, проти головного козацького табору). Аби «збивати» козаків з цих позицій, коронним корогвам доводилося чекати на підхід німецької піхоти.
Утім, вибиті з укріплень козаки, якщо не встигали розсіятись, ставали легкою здобиччю ворожої кінноти (довгі списи, які тоді використовувались аби стримати кавалерію в полі, у строкатому озброєнні козаків були радше винятком, аніж правилом). Жертву відчайдушного козацького ар'єргарду на шляху до Курукова можна вважати передвістям подвигу полку Івана Богуна та 300 героїв Берестечка, що також своїми тілами закрили відступаючих побратимів (1651 року ще мабуть було чимало живих очевидців Куруківської кампанії).
31 жовтня, окрилені першими успіхами, коронярі без підготовки, з ходу, пішли на штурм Куруківського табору. Втім, з'ясувалося, що козаки вміло обрали місце для оборони. Заболочена та заліснена місцевість нейтралізувала дії кінноти. Частина запорожців, яких недаремно кликали «комишниками», засіла у приозерних чагарниках і всіляко дошкуляли коронярям, вносячи безлад у їхнє шикування. Сам табір зустрічав шляхетне воїнство нищівними залпами вогню з рушниць і гармат. Перша спроба навального наступу здійснена Т.Замойським для нього самого ледь не закінчилася смертю (куля потрапила в груди і лише броня порятувала його життя). Відбитий був і наступ німецької піхоти під проводом мальтійського кавалера Юдицького (сам він поранений).
Організований штурм під керівництвом Конецпольського дав небагато. Сам гетьман згодом писав до короля, що козаки «добру оборону учинили».
Втрати коронного війська, які з кожним часом битви ставали відчутнішими, загрожуючи, фактично, втратою обороноздатності Речі Посполитої, охолодили запал коронних комісарів. Конецпольський скористався тим, що з табору козаків почувся якийсь шум, потрактував його як готовність ворога скласти зброю і віддав наказ відвести війська. Проте козаки й не думали слати послів із виявленням покори, і річпосполитському головнокомандувачу довелося самому вислати парламентерів.
Козацьке становище лишалось безвідрадне. Бої на Цибульнику довели перевагу коронних військ у полі, частина козацького обозу з припасами пропала при відступі, надії на швидку допомогу обложеним у таборі над Куруковим не було.
Переговори розпочалися 3 листопада, обидві сторони поводилися досить люб'язно. 4 листопада козаки обрали гетьманом Михайла Дорошенка, який 5 листопада надіслав.Конецпольському декларацію з готовністю підписати угоду. 6 листопада посли-комісари Речі Посполитої Якуб Собеський та Олександр Балабан, урочисто зустрінуті в полі перед табором 300-ми козаками та супроводжені до Дорошенкового шатра, прийняли присягу загального козацького кола. Текст її наводить біограф Томаша Замойського Станіслав Журковський: «Ми отаман, чернь уся і т. д. військо Його Королівської Милості пана нашого милого запорізьке, одностайно і кожний з нас осібно присягаємо пану Богу всемогутньому, у Трійці святій єдиному на тому, що чинячи тепер по волі ЙКМ пана свого милостивого від сього часу, вірність, підданство Королеві ЙМ берегтимемо, послушенство всіляке старшим нашим віддавати будемо: на море з Дніпра не ходити, панств цесаря турецького не наїжджати, човни морські всі попалити, укладів зі сторонніми панами, крім з відома Короля ЙМ пана нашого милостивого, не творити, і нічого такого, щоб з образою маєстатові Й. К. М. і Речі Посполитої бути мало, чинити не маємо; авжеж по тому всьому що дня нинішнього з Їх Мосцями панами Комісарами постановлено, тепер чинити маємо. Так нам пане Боже допоможи в Трійці святій єдиний».
Наступного дня козацький гетьман зі старшиною відвідали Конецьпольського, який лишив їх на бенкет. Після цього обидва війська почали відступ на зимові квартири.
Мирна угода не передбачала традиційну видачу козацьких ватажків, погоджувалась не на 4-х, а на 6-тисячний козацький реєстр. Новопризначуваним козацьким старшинам уряд, аби забезпечити лояльність, погоджувався встановити окреме підвищене жалування.